# I Don't Feel Like Dancin'
I Don't Feel Like Dancin' är den första singeln från albumet Ta-Dah av den amerikanska popgruppen Scissor Sisters. Den släpptes på CD den 6 september 2006, efter att ha släppts som nedladdning den 19 juli 2006,  Den skrevs av Elton John, som spelar piano på inspelningen och var gruppens första tio-i-topp-singel i Australien och Kanada.
I Dansbandskampen 2010 tolkades låten av Sweetshots .

## Låtlista
- 10" VinylSquare Picture Disc 1705497

1. "I Don't Feel Like Dancin'" (Albumversion)4:48
2. "I Don't Feel Like Dancin'" (Linus Loves Vocal edit)4:02

- UK CD 1 1705491

1. "I Don't Feel Like Dancin'" (Albumversion)4:48
2. "Ambition" 4:39

- UK CD 2 1707529

1. "I Don't Feel Like Dancin'" (Albumversion)4:48
2. "I Don't Feel Like Dancin'" (Linus Loves Dub)5:54
3. "I Don't Feel Like Dancin'" (video)

- Internationell CD-singel

1. "I Don't Feel Like Dancin'" (Albumversion)4:48
2. "Ambition" 4:39
3. "I Don't Feel Like Dancin'" (Linus Loves Vocal edit)4:02
4. "I Don't Feel Like Dancin'" Video

- UK iTunes Digital Single

1. "I Don't Feel Like Dancin'" (Radio Edit)
2. "Ambition" 4:39

## Officiella remixversioner
1. I Don't Feel Like Dancin' (Erol Alkan Carnival of Light Re-Work)
2. I Don't Feel Like Dancin' (Linus Loves Vox)
3. I Don't Feel Like Dancin' (Linus Loves Dub)
4. I Don't Feel Like Dancin' (Linus Loves Vocal Edit)
5. I Don't Feel Like Dancin' (Paper Faces Mix)
6. I Don't Feel Like Dancin' (Teenage Badgirl Mix)
7. I Don't Feel Like Dancin' (The Young Punx Remix)

## Lista

### Listplaceringar
| Lista (2006)                                   | Topplacering | Belöningar |
| ---------------------------------------------- | ------------ | ---------- |
| Argentina Top 40 Singles                       | 12           |            |
| Ö3 Austria Top 40                              | 1            |            |
| Australiensiska ARIA-singellistan              | 1            |            |
| Belgiska singellistan                          | 1            |            |
| Brasilianska Hot 100 Singles                   | 41           |            |
| Brasilianska Top 40 Dance Traxx                | 3            |            |
| Bulgariska spellistan                          | 1            |            |
| Kanadensiska BDS-spellistan                    | 6            |            |
| Chilenska spellistan                           | 22           |            |
| Colombianska singellistan                      | 43           |            |
| Tjeckiska IFPI-listan                          | 7            |            |
| Danska singellistan                            | 4            |            |
| Dutch Mega Top 50                              | 2            |            |
| Dutch Top 40                                   | 2            |            |
| Euro Top 20                                    | 1            |            |
| Europeiska singellistan                        | 1            |            |
| Estländska singellistan                        | 1            |            |
| Estländska spellistan                          | 2            |            |
| Finländska singellistan                        | 2            |            |
| Franska singellistan                           | 33           |            |
| Tyska singellistan                             | 1            | Guld       |
| Grekiska singellistan                          | 21           |            |
| Irländska singellistan                         | 2            |            |
| Italienska singellistan                        | 5            |            |
| Japanska singellistan                          | 14           |            |
| Latin America Top40                            | 19           |            |
| Lettiska singellistan                          | 8            |            |
| Mexikanska singellistan                        | 50           |            |
| Nyzeeländska singellistan                      | 6            |            |
| Norska singellistan                            | 1            |            |
| Peruanska singellistan                         | 51           |            |
| Polska singellistan                            | 6            |            |
| Russian Tophit Airplay/Singles Chart           | 16           |            |
| Slovakiska spellistan                          | 2            |            |
| Svenska singellistan                           | 1            | Platina    |
| Schweiziska singellistan                       | 1            |            |
| UK Top 75 Singles Chart                        | 1            |            |
| UK Downloads Chart                             | 1            |            |
| Världslistan                                   | 2            |            |
| USA:s Billboard Bubbling Under Hot 100 Singles | 2            |            |
| USA:s Billboard Pop 100                        | 72           |            |
| USA:s Billboard Dance Airplay                  | 2            |            |

### Fotnoter
1. ↑  Sveriges Television - Alla låtar och nummer